# Новите приключения на неуловимите
„Новите приключения на неуловимите“ (на руски: Новые приключения неуловимых) е съветски приключенски игрален филм от 1968 г. на режисьора Едмонд Кеосаян.

## Сюжет
Действието се развива в Крим през 20-те години на XX век по време на Гражданската война.